# خوسيه إنريكي بينيا
خوسيه إنريكي بينيا (بالإسبانية: José Enrique Peña)‏ (7 مايو 1963 بمونتفيدو في الأوروغواي - ) هو لاعب كرة قدم أوروغواني في مركز الوسط. شارك مع منتخب الأوروغواي لكرة القدم. أما مع النوادي، فقد لعب مع مونتيفيديو واندررز وناسيونال مونتيفيديو وHuracán Buceo ‏.

## وصلات خارجية
- خوسيه إنريكي بينيا على موقع الاتحاد الدولي (مؤرشف)  (الإنجليزية)
- خوسيه إنريكي بينيا على موقع قاعدة بيانات كرة القدم.إي يو (الإنجليزية)
- خوسيه إنريكي بينيا على موقع ناشيونال فوتبول تيمز (الإنجليزية)